# Jana Smiggels Kavková
Jana Smiggels Kavková (* 26. prosince 1977, Hradec Králové) je česká feministka a aktivistka, která se od roku 2005 angažuje v oblasti prosazování ženských práv, zejména v tématu vyrovnaného zastoupení žen a mužů v rozhodovacích pozicích.
Do roku 2019 byla aktivní členkou České ženské lobby, včetně opakovaného předsednictví a zastupování na pozici místopředsedkyně Rady vlády pro rovnost žen a mužů. V letech 2012–2016 působila jako členka výboru Evropské ženské lobby.

## Vzdělání
Vystudovala politologii na Univerzitě v Leidenu v Nizozemí.

## Profesní život
Od roku 2005 působila v nevládní organizaci Fórum 50 %, později jako jeho výkonná ředitelka.
Působila jako vládní poradkyně a jako lektorka v oblasti rovných práv vystupovala mimo jiné v Egyptě, Makedonii a na Ukrajině.
Aktivně se angažovala v síti Česká ženská lobby, kde opakovaně zastávala pozici předsedkyně.
Od roku 2018 působí v organizaci RUBIKON centrum, kde pracovala na založení Asociace organizací v oblasti vězeňství a prosazuje systémové změny v trestní justici.

## Osobní život
Spolu s manželem a synem žije v Praze. Má ráda hudbu, běžkování a jízdu na koni. Je vegetariánka, manžel Filip provozuje vegetariánské bistro na Palmovce.